# Sesamo apriti
Sesamo apriti (titolo originale: Sesame Street) è un programma televisivo educativo statunitense per bambini, diventato famoso per la partecipazione dei pupazzi Muppet, creati dal burattinaio Jim Henson. Ha fatto da capostipite per molti dei moderni spettacoli di edutainment ("insegnare intrattenendo").
La parola Muppet, nel doppiaggio italiano originale, è stata tradotta con il termine “babau” - derivato dal leggendario mostro omonimo - e ciò viene ricordato anche nel testo della sigla, la quale, tra l'altro, è cantata sulla base originale.

## Descrizione
Prodotto negli Stati Uniti, Sesamo apriti vanta milioni di telespettatori in tutto il mondo. Ha debuttato il 10 novembre 1969 sulla rete National Educational Television, più tardi si è spostato sul successore di NET, il PBS. Sesame Street è il programma che in assoluto ha ricevuto più Premi Emmy nella programmazione diurna.
Il programma usa un misto di marionette, animazione e scene dal vivo, per insegnare ai fanciulli le basi delle lettura e dell'aritmetica, ad esempio colori, lettere, numeri, giorni della settimana. Dà pure dei consigli sulle azioni della vita di tutti i giorni, come l'attraversamento della strada in modo sicuro, l'importanza dell'igiene, e così via. Molte scene sono delle parodie o copie di format televisivi standard.
C'è anche sottile senso dell'umorismo nello show che ha colpito gli spettatori più anziani sin dalle prime trasmissioni. Una gran quantità di imitazioni e parodie della cultura popolare sono apparse nello show, soprattutto mirate alla PBS, il network che trasmette lo show. Ad esempio, durante un segmento intitolato "Me Claudius", i bambini che guardano lo show possono vedere Cookie Monster e i Muppets, mentre gli adulti possono cogliere la presa in giro di un capolavoro teatrale come Io, Claudio; questa serie di scenette è il Monsterpiece Theater. Molti dei personaggi nel programma sono rivolti ad un pubblico anziano, come il personaggio Flo Bear (Flaubert); Sherlock Hemlock; e H. Ross Parrot (ispirato al fondatore del Partito Riformista Ross Perot). Anche per attrarre telespettatori adulti, centinaia di celebrità attuali hanno fatto apparizioni speciali da ospiti nello show durante gli anni.

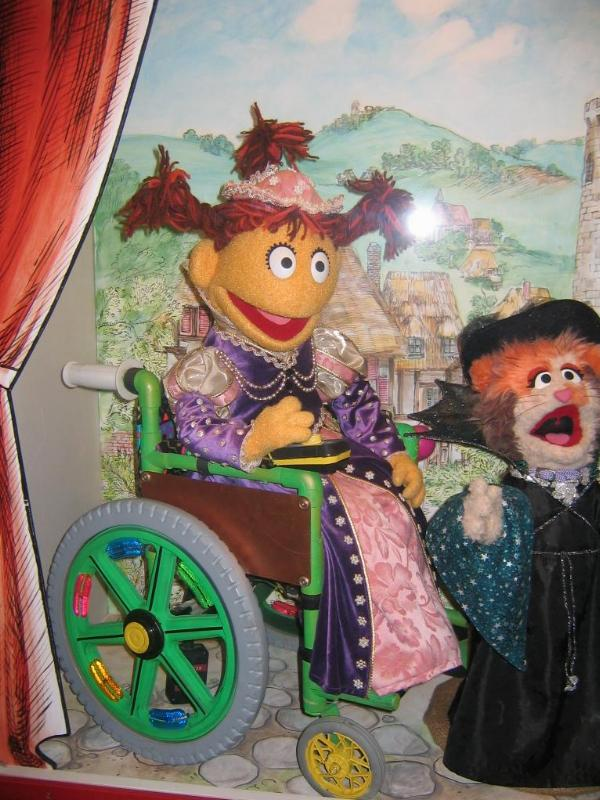
Alcuni personaggi della versione Canadese del programma, Sesame Park

Lo scopo di tali elementi di umorismo adulto è quello di incoraggiare i genitori a guardarlo con i loro figli. La realizzazione dello show non è solamente qualcosa che educa e intrattiene i ragazzi, ma intrattiene gli adulti; i produttori sperano che ci siano più discussioni sul concetto di show.
Sesamo apriti ha un forte elemento multi-culturale e prova a essere inclusivo nel suo casting, incorporando ruoli per persone disabili, giovani, anziani, attori latino-americani, attori afro-americani, e altri. Mentre alcuni dei pupazzi sembrano persone, altri sono animali o "mostri", pupazzi di dimensioni e colori fantasiosi. Questo incoraggia i bambini a rendersi conto che le persone sono diverse in tutto con differenti forme e colori, e che nessun modello fisico è migliore di un altro. Seguendo questa policy, nel 2002 Sesame Workshop annunciò che un personaggio sieropositivo sarebbe stato introdotto in Takalani Sesam, la versione sudafricana dello show. Il personaggio chiamato Kami fu introdotto alla fine del settembre 2002; il nome deriva dalla parola Tswana che significa "accettazione".
Ognuno dei personaggi pupazzi è stato concepito per rappresentare uno specifico stadio o elemento della prima infanzia, e le sceneggiature sono scritte in modo che questi personaggi riflettano il livello di sviluppo dell'età di un bambino. Questo aiuta lo show a indirizzarsi non solo agli obiettivi dell'apprendimento di differenti livelli, ma considera anche le paure, e gli interessi di bambini di età diverse.

## Storia della trasmissione

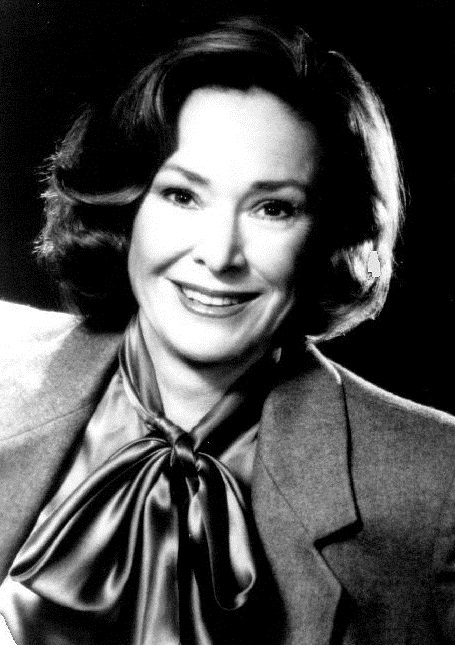
Joan Ganz Cooney, cofondatrice della Sesame Workshop e ideatrice di Sesame Street

Joan Ganz Cooney fu una dei fondatori della Children Television Workshop che è stata concepita ufficialmente nel 1966, la CTW è una società non-profit, il suo scopo era di sviluppare programmi televisivi educativi per bambini in età prescolare. Sesame Street fu il primo programma ad essere prodotto dalla CTW, il fatto che il programma caratterizza i Muppet di Jim Henson e che il compositore dello show fu Joe Raposo fu una proposta di Cooney, a far parte della troupe, furono reclutati veterani che hanno già lavorato per lo spettacolo per bambini Kaptain Kangaroo. Prima della effettiva programmazione ufficiale, furono prodotti alcuni episodi di prova mai andati in onda e due Pitch Reel per promuovere lo show. Il primo episodio è andato in onda pubbliche stazioni televisive il 10 novembre 1969. Il cast originale era formato dai personaggi umani Bob, Susan, Gordon e Mr. Hooper, che hanno "dominato" le scene di strada dall'inizio del programma fino ad oggi. I personaggi classici a comparire nella prima stagione furono Ernie, Bert, Oscar, Big Bird, versioni prototipo di Cookie Monster e Grover, e il personaggio preesistente Kermit. Con il progredire del programma, furono aggiunti molti più altri personaggi, tra cui Julia (dal 2017), affetta da autismo.
Il programma è stato ed è ancora adesso un grande successo, ed è probabilmente il programma per bambini più popolare e più lungo, avendo raggiunto più di 40 stagioni e più di 4300 episodi.

### Versioni internazionali
La trasmissione è stato concepito come un programma per un mercato unico (Stati Uniti), successivamente il programma iniziò ad essere trasmesso in tutto il mondo, oltre alla versione americana molte nazioni hanno prodotto versioni adattate alla realtà locale, alcune versioni sono prodotte in collaborazione con la Sesame Workshop con personaggi specifici (i personaggi burattino sono costruiti dalla Sesame Workshop appositamente per il programma).

#### Elenco di Versioni Internazionali in co-produzione
- Plaza Sesamo America Latina (1972-oggi)
- Vila Sésamo Brasile (1972-1977) (2007-oggi)
- Sesamstraße Germania (1973-oggi)
- Sesamstraat Belgio (1976-oggi)
- Sesame Park Canada (1976-2002)
- Iftah Ya Simsim Arabia Saudita (1977-1984)
- 1, Rue Sesame Francia (1978-1982)
- Barrio Sesamo Spagna (1979-1980) (1983-1986) (1996-oggi)Logo della versione tedesca di Sesame Street, Sesamstrasse
- Susam Sokagi Turchia (1980-1990)
- Svenska Sesam Svezia (1981-1984)
- Rechov Sumsum Israele (1983-oggi)
- Rua Sésamo Portogallo (1989-1994)
- Shalom Sesame Israele (1986-1990)

Logo della versione tedesca di Sesame Street, Sesamstrasse

- Sesam Stasjon Norvegia (1991-1999)
- Ulica Sezamkowa Polonia (1996-oggi)
- Ulica Sezam Russia e Bulgaria (1996-2006)
- Zhima Jie Cina (1998-2001)
- Takalani Sesame Sudafrica (2000-2003) (2007-2009)
- Alam Simsim Arabia Saudita-Egitto (2002-2005)
- Hikayat Simsim Giordania (2003-oggi)
- Sesame Street Giappone (2004-2007)Logo della versione messicana di Sesame Street, Plaza Sesamo
- 5, Rue Sesame Francia (2005-2007)

Logo della versione messicana di Sesame Street, Plaza Sesamo

- Sabai Sabai Sesamo Cambogia (2005-oggi)
- Galli Galli Sim Sim India (2006-oggi)
- Sisimpur Bangladesh (2005-oggi)
- Jalan Sesama Indonesia (2007-2010)
- Sesame Tree Irlanda del Nord (2008-2010)
- Sesame Square Nigeria (2009-oggi)
- Baghch-e-Simsim Persia (2011-oggi)
- Sim Sim Hamara Pakistan (2011-oggi)

#### Elenco di Versioni Internazionali doppiate
- Sesame Street Canada Canada (1970-2002)
- Sesame Street Giappone (1971-1980)
- Sesamo apriti Italia (1978-oggi)
- Koche Sesame: Afghanistan (2004-oggi)

## Protagonisti

### Protagonisti Muppet
I primi personaggi Muppet apparsi fin da la prima stagione del programma (come Big Bird, Ernie, Bert, Oscar...) furono disegnati da Jim Henson stesso.
- Bert
- Ernie
- Big Bird
- Oscar the Grouch
- Cookie Monster
- Count von Count ("The Count")
- Grover
- Aloysius Snuffleulagus
- Elmo
- Abby Cadabby
- Rosita
- Baby Bear
- Telly Monster
- Herry Monster
- Prairie Dawn
- Zoe

### Personaggi Muppet secondari
- Benny Rabbit: è un coniglio nervoso e molto irritabile che non va d'accordo con nessuno. Lui lavora come fattorino nell'Hotel Furry Harms.
- Bruno: è un ingegnere di servizi igienici-sanitari su Sesame Street, che agisce come autista personale di Oscar trascinando in giro il suo bidone.
- Don Music: è un musicista che si scoraggia facilmente quando non riesce a trovare il testo giusto che faccia rima per le sue nuove canzoni, per risolvere questi problemi, nei suoi sketch viene sempre aiutato da Kermit.
- Forgetful Jones: è un cowboy che soffre di una terribile amnesia, infatti si dimentica di qualunque cosa, compreso il nome della sua fidanzata Clementine.
- Grundgetta: è la fidanzata Grouch di Oscar che debutta nella dodicesima stagione di Sesame Street nel 1982.
- Harvey Kneeslapper: è un eterno burlone che si diverte a fare scherzi riguardo giochi di parole di lettere e numeri alle sue vittime.
- Gli Honker: sono delle creature pelose di diversi colori che hanno un naso a palla che se viene compresso produce un suono di una trombetta, gli Honker usano questi suoni per comunicare fra loro.
- Hoots the Owl: è un gufo eseguito da Kevin Clash. Lui è un sassofonista che suona in un jazz club, parodia di Birdland
- I Marziani: sono una coppia (o a volte un trio) di alieni simili a dei calamari che si trovano alle prese con il significato delle parole.
- Nanny Bird
- Natasha, Humphrey e Ingrid: Humprey e Ingrid sono due coniugi che lavorano per l'Hotel Furry Arms e Natasha è la loro bambina bebè.
- Twiddlebugs: sono una famiglia di piccoli insetti che vivono dentro la cassa di fiori nella finestra di Ernie.
- Two Headed Monster: è un mostro con due teste (anche se sembra essere corretto dire due mostri siamesi essendo due individui diversi che condividono lo stesso corpo) che si trovano alle prese con il significato delle parole.
- Sherlock Hemlock: è un detective, parodia di Sherlock Holmes. Lui si autodefinisce come il miglior detective di tutti i tempi quando invece si trova alle prese con "misteri" assolutamente banali e facilmente risolvibili da un bambino (essendo il programma destinato ai più piccoli).
- Simon Soundman: è un uomo in grado di riprodurre qualunque rumore o suono esistente sulla Terra come il suono di un martello che batte su un chiodo, o riprodurre esattamente i versi degli animali o le melodie degli strumenti musicali.

### Protagonisti umani
(in ordine alfabetico)
- Alan
- Bob e suo Zio Wally
- Carlo
- Celina
- David e sua nonna Clarice
- Dr. Gina Jefferson
- Linda
- Mr. Handford
- Leela
- Mr. Hooper
- Mr. Noodle e il fratello di Mr. Noodle, Mr. Noodle
- Ruthie
- I Robinson: Susan, Gordon, e il figlio Miles; anche la sorella di Gordon Olivia e il nipote Chris
- I Rodriguez: Maria, Luis, e la figlia Gabby
- Wanda the Word Fairy

### Personaggi umani secondari
- ABC Rapper
- Buffy, suo marito Sheldon e il figlio Koty
- Jamal e Angela, e i loro figli Kayla e Tarah
- Keshia
- Larry
- Larry e Phyllis
- Maya
- Molly, the Mail Lady
- The Mad Painter e la sua vittima
- Wally e Ralph
- Willy
- Mr. Macintosh
- Hiroshi
- Lillian
- Vari personaggi minori: Antonio, Miguel, Tom, Judy, Rafael, Kim Raver, Billy
- bambini: John-John, Fanny

Famose star e molti bambini dalle scuole di New York fanno costantemente parte del cast.
Sesame Street è conosciuto per il "merchandising", la commercializzazione, per molti libri, riviste, video e audio media, giocattoli, ecc. Esistono anche delle visite guidate Sesame Street LIVE!, ed un parco a tema a Langhorne (Pennsylvania) vicino a Filadelfia (USA), "Sesame Place".
Sesame Street è prodotto da Sesame Workshop, formalmente conosciuta come "Children's Television Workshop" o "CTW".

## Format e momenti importanti del programma
Questo format voleva rendere divertente l'apprendimento, mescolando i Muppet e brevi scenette con attori, e fu una pietra miliare nella creazione dei programmi educativi di oggi.
Per essere sicuri che questo nuovo format rivoluzionario stesse andando bene, la CTW organizzò gruppi di test con osservatori. Agli osservatori piacquero specialmente le scenette con i pupazzi.
Ogni episodio era composto da una trama principale che si svolgeva durante le scene di strade, ovvero le scene che si svolgono in "Via Sesamo", dove vi sono i personaggi umani che interagiscono con i Muppet.
Poi vi sono delle brevi scenette che caratterizzano i Muppet che spiegano in modo divertente un argomento preciso, specialmente lettere e numeri.
Vi sono anche brevi scene animate e brevi film live-action che hanno lo stesso scopo.
A seguito della morte dell'attore Will Lee, che recitava la parte di Mr. Hooper fin dal primo episodio della serie, i produttori si chiesero se e come giustificare la sua assenza. Decisero infine di far morire anche il suo personaggio, introducendo per la prima volta nel programma il tema della morte. In un episodio del novembre del 1983, Big Bird cerca Mr. Hooper per fargli vedere un ritratto da lui realizzato, quando Maria gli dice "Mr. Hooper è morto." Big Bird ingenuamente risponde "Glielo darò quando torna." Allora Susan con rimpianto replica "Quando la gente muore, non ritorna." Molti genitori (più di uno dei quali era stato spettatore di Sesame Street da bambino) apprezzarono l'episodio e il modo in cui trattava un tema tanto delicato.
Sesame Street, insieme a molti altri show prodotti da Sesame Workshop (incluso The Electric Company) sono stati registrati a New York. All'inizio, furono registrati ai the Teletape Studios nella 81st a Broadway a Manhattan fino a quando la società Teletape company Reeves Entertainment andarono in bancarotta. Lo show fu allora spostato e rimane oggi ai Kaufman Astoria Studios nel quartiere Queens.
Tuttavia il programma si impegnò con temi difficili da spiegare ai bambini.

## Spin-off e videogiochi
Sesamo apriti ha prodotto alcuni spin-off: Giocate con noi, Global Grover, Super Grover 2.0., Le grandi avventure di Bert & Ernie e Il mondo di Elmo andati in onda in Italia dal 2005 fino al 2008 su Rai 2 e su Rai Yoyo fino al 2014. Vi è anche una serie di direct-to-video chiamato Sesame Beginnings. Nel 2012 è stato anche pubblicato il videogioco educativo Kinect Sesame Street TV, sviluppato dalla Microsoft Studios - Soho Productions per Xbox 360.